# Crazy Train
"Crazy Train" là đĩa đơn đầu tiên trích từ album phòng thu solo đầu tay Blizzard of Ozz của ca sĩ heavy metal người Anh Ozzy Osbourne, phát hành vào năm 1980. Đây cũng là đĩa đơn đầu tay của nam ca sĩ. Bản nhạc sống của bài hát được thu âm vào năm 1981 trích từ album Tribute cũng được phát hành thành đĩa đơn vào năm 1987 kèm với video âm nhạc. Ca khúc do ba người là Osbourne, Randy Rhoads và Bob Daisley đồng sáng tác. Lời bài hát nhắc đến đề tài Chiến tranh Lạnh và nỗi sợ diệt chủng tồn tại trong thời kỳ này.

## Sản xuất và đón nhận
Nghệ sĩ guitarist Greg Leon (người lúc đầu từng nắm giữ vị trí của Randy Rhoads trong nhóm Quiet Riot) cho biết anh đã giúp Rhoads sáng tác thứ chất liệu sẽ trở thành đoạn riff trứ danh của "Crazy Train" sau này. "Chúng tôi đang đi chơi cùng nhau thì tôi chỉ cho anh ấy câu đàn riff trong bài 'Swingtown' của Steve Miller. Tôi nói: 'Hãy nhìn xem khi cậu đánh nhanh đoạn riff này'. Chúng tôi đùa nhau và rồi điều tiếp theo tôi biết là anh ấy đưa nó lên một trình hoàn toàn khác và sau cùng viết ra khúc riff cho 'Crazy Train'." Nghệ sĩ guitar William Weaver cũng cho hay anh có sáng tác đoạn riff trứ danh ấy và sau đó trình bày đoạn nhạc cho Rhoads nghe ở một buổi ghi nháp mà cả hai góp mặt.
Cây viết Steve Huey của AllMusic miêu tả khúc guitar riff chính là "kinh điển, sử dụng âm giai thứ theo cách chưa từng thấy kể từ kỷ nguyên hoàng kim của Ritchie Blackmore gắn bó với Deep Purple."
Đây là một trong những bài hát nổi tiếng và dễ nhận diện nhất trong sự nghiệp solo của Osbourne. Bài hát được độc giả của tạp chí Guitar World liệt ở hạng 9 trong số những ca khúc có đoạn guitar solo hay nhất. Bài hát cũng được VH1 xếp hạng 9 trong danh sách 40 bài hát nhạc metal vĩ đại nhất và vào năm 2009, nhạc phẩm được tôn vinh là bài hát nhạc hard rock xuất sắc thứ 23 mọi thời đại vẫn bởi VH1, thứ hạng cao nhất mà một nghệ sĩ solo có được trong danh sách.
Đĩa đơn giành vị trí số 49 trên bảng xếp hạng UK Singles Chart vào năm 1980. Tại Mỹ, bài hát đạt vị trí thứ 9 trên bảng xếp hạng Top Tracks của Billboard và vươn đến hạng cao nhất – vị trí số 6 trên bảng Bubbling Under the Hot 100 của Billboard vào năm 1981. Bản nhạc chuông đã có được cú đúp đĩa bạch kim và tính đến tháng 9 năm 2010 thu được 1.750.000 lượt tải nhạc. Bản tái phát hành trong album Tribute có đi kèm một video âm nhạc.

## Đội hình thể hiện
Bản phòng thu năm 1980
- Ozzy Osbourne – hát chính và thu đè cả giọng bè
- Randy Rhoads – guitar
- Bob Daisley – bass
- Lee Kerslake – trống, vibraslap

Bản năm 1987 (lúc đầu được ghi âm trực tiếp vào năm 1981)
- Ozzy Osbourne – hát
- Randy Rhoads – guitar
- Rudy Sarzo – bass
- Tommy Aldridge – trống
- Don Airey – keyboard

Tái bản năm 2002
- Ozzy Osbourne – hát
- Randy Rhoads – guitar
- Robert Trujillo – bass
- Mike Bordin – trống
- Don Airey – keyboard

## Chứng nhận
| Quốc gia                                                                                             | Chứng nhận  | Số đơn vị/doanh số chứng nhận |
| --- | ----------- | ----------------------------- |
| Anh Quốc (BPI)                                                                                       | Bạc         | 200.000‡                      |
| Hoa Kỳ (RIAA)                                                                                        | 4× Bạch kim | 4.000.000‡                    |
| Hoa Kỳ (RIAA) Mastertone                                                                             | 2× Bạch kim | 2.000.000*                    |
| * Chứng nhận dựa theo doanh số tiêu thụ. ‡ Chứng nhận dựa theo doanh số tiêu thụ và phát trực tuyến. |             |                               |